# Lauder

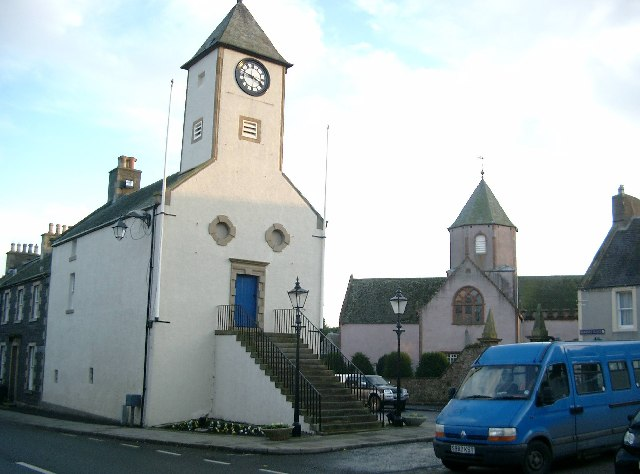
La Lauder Old Church

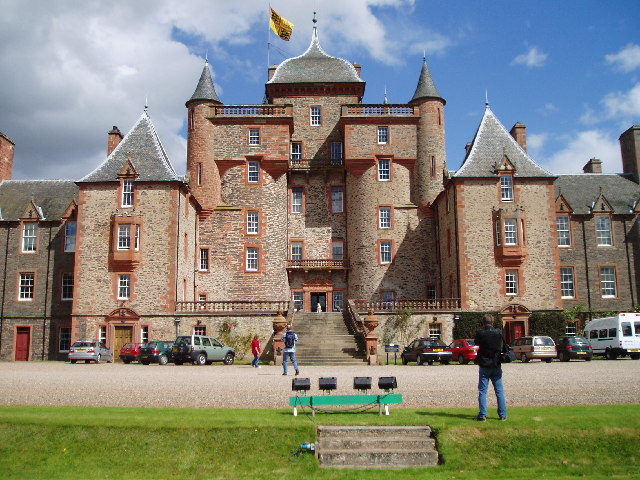
Il Thirlestane Castle nei dintrni di Lauder

Lauder (in gaelico scozzese: Labhdar) è una cittadina (e un tempo burgh) di circa 1.800 abitanti della Scozia sud-orientale, facente parte dell'area di consiglio degliScottish Borders (contea tradizionale: Berwickshire) e situata lungo le sponde del Leader Water , nell'area delle Lammermuir Hills.

## Geografia fisica
Lauder si trova nella parte occidentale delle Lammermuir, a pochi chilometri a nord di Galashiels e Melrose, a circa 35 km a sud-ovest di Edimburgo.

## Storia
In epoca romana, Lauder si trovava lungo la Dere Street che collegava la Scozia centrale con l'Inghilterra settentrionale.
Nel 1482, Lauder fu teatro dell'impiccagione di sei favoriti di Giacomo III ad opera di Archibald Douglas, conte di Angus.
Nel 1502, la località divenne un royal burgh.

## Monumenti e luoghi d'interesse

### Architetture religiose

#### Lauder Old Church
Principale edificio religioso di Lauder è la Lauder Old Church, realizzata nel 1673 a forma di croce greca.

### Architetture civili

#### Thirlestane Castle
Nei dintorni di Lauder, si erge il Thirlestane Castle, eretto intorno al 1590 e residenza dei signori di Lauderdale ed ampliato negli anni settanta del XVII secolo.

## Società

### Evoluzione demografica
Al censimento del 2011, Lauder contava una popolazione pari a 1.820 abitanti, di cui 919 erano donne e 871 erano uomini.
Su 1.820 abitanti, la popolazione nativa della Scozia era pari 1.415 unità, mentre la popolazione di origine straniera era pari a 72 unità, di cui 29 provenienti da Paesi dell'Unione europea.
La località ha conosciuto un notevole incremento demografico rispetto al 2001, quando contava una popolazione pari a 1.200 abitanti. Il dato è tuttavia tendende ad un lieve ribasso, in quanto la popolazione stimata per il 2016 era pari a 1.790 abitanti.

## Cultura

### Eventi
Tra i principali eventi di Lauder, figura uno dei più antichi Common Riding dei Borders, che si tiene annualmente in luglio e le cui origini risalgono al XVII secolo.